# Sân vận động Jules Deschaseaux
Sân vận động Jules Deschaseaux (tiếng Pháp: Stade Jules Deschaseaux) là một sân vận động đa năng ở Le Havre, Pháp. Sân được sử dụng chủ yếu cho các trận đấu bóng đá. Sân vận động có sức chứa 16.400 người và được xây dựng vào năm 1932. Tại Giải vô địch bóng đá thế giới 1938, sân vận động này đã tổ chức trận đấu giữa Tiệp Khắc và Hà Lan. Từ năm 2012, sân được thay thế bằng Sân vận động Océane.

## Hình ảnh

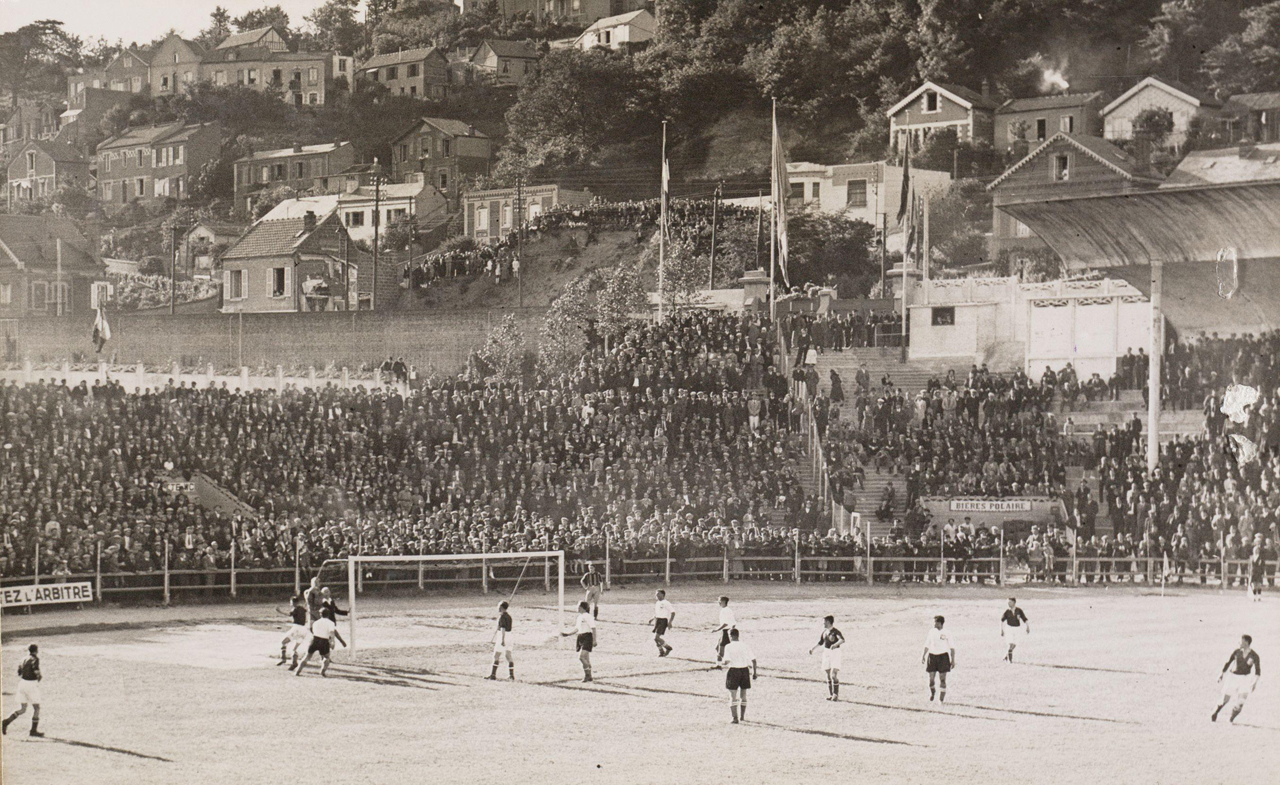
Sân vận động Thành phố Le Havre (nay là Sân vận động Jules-Deschaseaux) trong thời gian diễn ra Giải vô địch bóng đá thế giới 1938
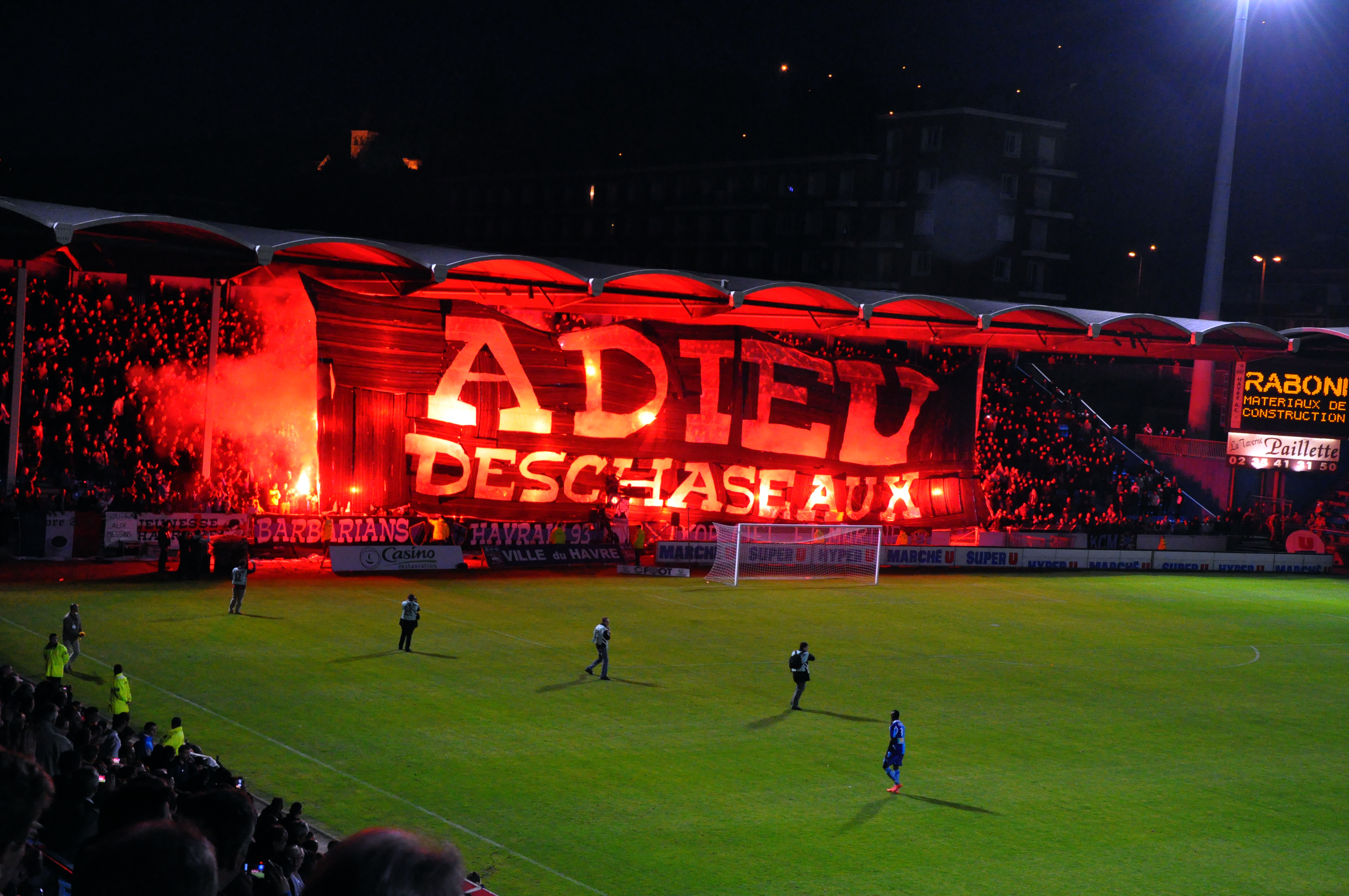
Người hâm mộ căng biểu ngữ trong trận đấu cuối cùng của Le Havre tại Sân vận động Jules Deschaseaux vào ngày 18 tháng 5 năm 2012